# Heròdot d'Olofix
Heròdot d'Olofix (grec antic: Ἡρόδοτος, llatí: Herodotus) fou un escriptor grec de la ciutat d'Olofix, a Tràcia, i autor de l'obra Περὶ Νυμφῶν καὶ ἱερῶν. És esmentat per Esteve de Bizanci i per la Suïda.